# Éditions Favre
Pour les articles homonymes, voir Favre.
Les éditions Favre sont une maison d'édition suisse fondée par Pierre-Marcel Favre en 1971.

## Description
Affiliées au groupe Libella, elles ont publié près de 1 600 ouvrages. Distribuées en Suisse (OLF), France, Belgique et Canada (Interforum), elles éditent une cinquantaine d'ouvrages par année, qui s'articulent autour de plusieurs collections : dossiers et témoignages, guides pratiques et de santé, dictionnaires thématiques, biographies, gastronomie et beaux livres essentiellement. Quelques romans figurent également au catalogue (coll. littérature). Enfin, la collection « Caracole » est consacrée à l'univers du cheval.

## Collections
Les Éditions Favre publient les collections suivantes :
- Dossiers et témoignages
- Santé et guides pratiques
- Dictionnaires thématiques
- Biographies
- Gastronomie
- Albums
- Littérature
- Caracole

## Quelques auteurs publiés
- Ben
- Claude Béglé
- Charles Bonnet
- Michel Bugnon-Mordant
- Micheline Calmy-Rey
- Martina Chyba
- François Couplan
- André Georges
- Frédy Girardet
- Jean-Louis Gouraud
- Sonia Grimm
- Emmanuel Haymann
- Venance Konan
- Bernard Pichon
- Pierre Picquart
- Michel Pont
- Gérard Rabaey
- Jean-Philippe Rapp
- Jean-Claude Rennwald
- Jean Romain
- Peggy Sastre
- Raymond Vouillamoz
- Myret Zaki

### Sources
- « Éditions Favre », sur la base de données des éditeurs vaudois sur la plateforme « Patrinum » de la Bibliothèque cantonale et universitaire de Lausanne.